# Is There Anybody There?
Is There Anybody There? è il nono singolo pubblicato dalla band hard rock/heavy metal tedesca Scorpions.
Il brano è inserito nel sesto album in studio Lovedrive, pubblicato nel 1979. 
È una canzone di media durata poiché dura 4:19; è stata scritta dal chitarrista Rudolf Schenker e dal cantante Klaus Meine.

## Tracce CD
1. Is There Anybody There? (Schenker, Meine) - 3:55
2. Can't Get Enough (Schenker, Meine) - 2:36

## Formazione
- Klaus Meine - voce
- Rudolf Schenker - chitarra
- Matthias Jabs - chitarra
- Michael Schenker - chitarra
- Francis Buchholz - basso
- Herman Rarebell - batteria